# Hush (canción de Tool)
«Hush» es una canción de la banda de Los Ángeles de metal progresivo Tool. Fue su primer sencillo de su EP debut Opiate. La canción fue grabada primero en un demo creado por la banda, conocido como Toolshed o 72826. Fue la primera canción que le dio buena reputación a Tool.
Esta canción habla contra la censura. En el video musical dirigido por Ken Andrews, aparecen los miembros de la banda desnudos cubiertos los genitales con letreros que dicen «Parental Advisory: Explicit Parts».